# Liste des députés du Cameroun (France)
 (signalé en mai 2025).
Si vous disposez d'ouvrages ou d'articles de référence ou si vous connaissez des sites web de qualité traitant du thème abordé ici, merci de compléter l'article en donnant les références utiles à sa vérifiabilité et en les liant à la section « Notes et références ».
- Archive Wikiwix
- Bing
- Cairn
- DuckDuckGo
- E. Universalis
- Gallica
- Google
- G. Books
- G. News
- G. Scholar
- Persée
- Qwant
- (zh) Baidu
- (ru) Yandex
- (wd) trouver des œuvres sur Wikidata

Cette page liste l'ensemble des députés français élus dans la circonscription du Cameroun.

## Assemblées constituantes
La circonscription du Cameroun envoie deux délégués lors des deux assemblées constituantes qui se sont réunies en 1945 et 1946. Les deux députés élus ont été Louis-Paul Aujoulat (28 août 1910 - 1er décembre 1973) et Alexandre Douala Manga Bell (3 décembre 1897 - 19 septembre 1966), qui ont siégé du 21 octobre 1945 au 10 juin 1946 dans le cadre de la première Assemblée nationale constituante et du 2 juin 1946 au 27 novembre 1946 dans le cadre la deuxième Assemblée nationale constituante. Ils siègent tous les deux au sein du groupe Mouvement républicain populaire.

## Quatrième république
La circonscription du Cameroun a eu quatre sièges de députés durant la Quatrième république (sauf durant la première législature où il n'y avait que trois sièges). Au total, six personnes ont rempli cette fonction.

### Première législature (du 10 novembre 1946 au 4 juillet 1951)
Louis-Paul Aujoulat et Alexandre Douala Manga Bell, qui avaient déjà siégé lors des assemblées constituantes précédentes, sont réélus et siègent toujours dans le groupe Mouvement républicain populaire.
Jules Ninine (8 octobre 1903 - 26 avril 1969) est élu pour la première fois. Il siège au sein du groupe Socialiste.

### Deuxième législature (du 17 juin 1951 au 1er décembre 1955)
Alexandre Douala Manga Bell est réélu, et siège toujours parmi le groupe Mouvement républicain populaire.
Louis-Paul Aujoulat est également réélu, mais siège dorénavant parmi les Indépendants d'outre-mer.
Jules Ninine est également réélu, et siège toujours parmi le groupe Socialiste.
Georges Molinatti (24 avril 1888 - 12 février 1966) est élu pour la première fois. Il siège au sein du groupe Rassemblement du peuple français.

### Troisième législature (du 2 janvier 1956 au 8 décembre 1958)
Jules Ninine est réélu, et siège toujours au sein du groupe Socialiste.
Alexandre Douala Manga Bell est également réélu, mais siège dorénavant parmi les Indépendants d'outremer. Il laissera son siège (qui demeurera non pourvu jusqu'à la fin de la législature) le 4 avril 1957.
Maurice Plantier (29 janvier 1921 - 25 janvier 2006) est élu pour la première fois, et siège parmi le groupe Rassemblement des gauches républicaines et du centre républicain.
André-Marie Mbida (1er janvier 1917 - 2 mai 1980) est élu pour la première fois, et siège parmi le groupe Socialiste.